# Garbura
La garbura és una sopa tradicional occitana que era el plat quotidià dels pagesos gascons, per tant concretament a la cuina gascona. És bàsicament una sopa de verdures diverses d'origen molt humil, que es menja amb llesques de pa i no pasta (com a la resta d'Occitània i a Menorca, per exemple), i de vegades, quan es podia, però no sempre, s'hi afegia algun tros de carn confitada en greix, sovint aviram, oca o ànec. Com ocorre en general amb els plats populars de la cuina occitana (i de la cuina catalana, mediterrània en general, etc.), els ingredients, poden variar per adaptar-se a les circumstàncies, segons l'estació i els recursos de l'hort (verdures) i del salader (conserves de carn en salaó o confitada).
A la cuina gascona és l'equivalent de l'escudella i, com aquesta, pot anar de ser molt senzilla amb pocs ingredients, a tenir versions més elaborades. Com a verdures clàssiques que hi pot haver hi ha col, que no pot faltar, i alguna d'entre aquestes: patata, porro, ceba, nap, api, mongeta verda o seca, pèsol, fava, borraja, etc. i fins i tot d'altres menys típiques en altres sopes, com ara el rave, enciam, ortiga o castanya. Com a carns podem trobar, a més, carcasses i algunes vísceres d'aviram, os de pernil de porc, llonganissa, costelles de porc salades i assecades, cansalada, etc. Rarament es posa més d'un o dos tipus de carns, incloent-hi els ossos.
La paraula occitana garbura ve de garbe que és un ram, per exemple de blat que tallem amb la falç, i fa referència a què pren els productes frescs de l'hort, els que té més a l'abast.

## Chabrol
Fer chabrol és un antic costum popular occità, a pagès, que consistia a acabar la sopa afegint un raig de vi negre i beure-t'ho directament del plat. Això es feia sovint amb totes les sopes, inclosa la garbura o, en altres llocs d'Occitània, amb els seus equivalents, per exemple al Llemosí amb la bréjaude.

## Garburades
De la mateixa manera que als Països Catalans es fan botifarrades, cargolades, etc. a Gascunya es fan també garburades:
- A Auloron Santa Maria se celebra una cada primer cap de setmana de setembre.
- A Ger es fa una sopa de garbura gegant per a les festes de la vil·la, el dilluns que segueix el darrer cap de setmana de juliol.